# Neolosbanus gemma
Neolosbanus gemma is een vliesvleugelig insect uit de familie Eucharitidae. De wetenschappelijke naam is voor het eerst geldig gepubliceerd in 1932 door Girault.